# Arcangelo Tropea
Arcangelo Tropea (Aci Catena, metà XVII secolo – Aci Catena, 30 novembre 1719) è stato un religioso italiano.
Nel 1711 fu nominato Provinciale dell'ordine dei minori riformati. Famosa la sua orazione in onore di Santa Rosalia nella cattedrale di Palermo Il gran Segno Apocalistico del Cielo Palermitano del 1695, della quale l'unica copia ancora esistente è conservata presso la Biblioteca Nazionale Centrale di Roma.